# Домашня робота

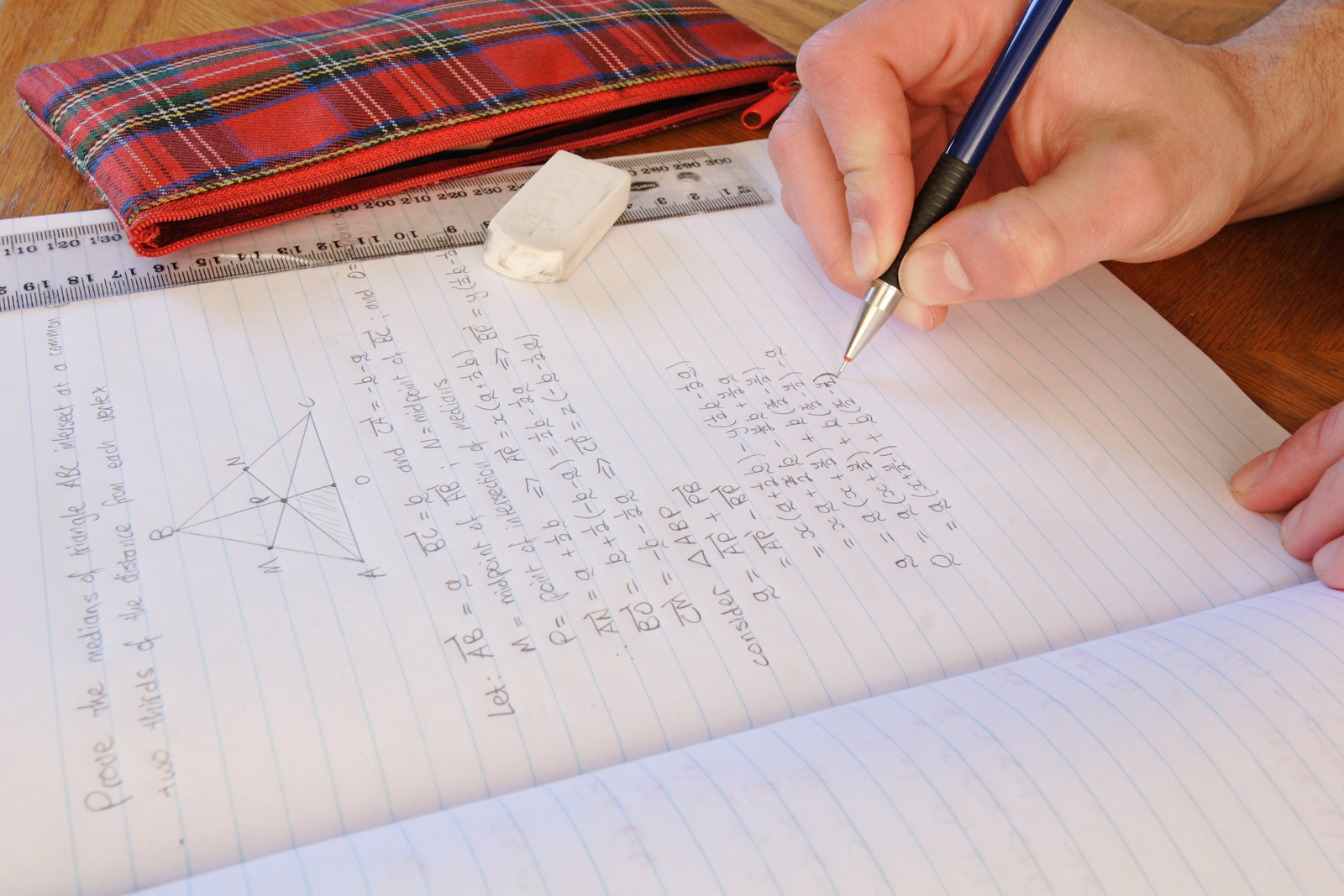
Приклад домашнього завдання з математики

Домашня робота або домашнє завдання (англ. Homework, Assignment) — завдання, що задається учителем (викладачем) учневі (студентові) для самостійного виконання після уроків. Домашнє завдання покликане закріпити знання вивченого на уроці матеріалу, засвоєння якого має концентрований характер.
В інтернеті часто вважають, що дітям давати завдання додому вигадав Роберто Невіліс із Венеції. Але жодних фактів, що підтверджують, цьому немає. Американський політик і реформатор освітньої системи 19 століття Хорас Манн першим застосував концепцію сучасного домашнього завдання. Такий елемент навчання щільно увійшов до освітнього середовища та шкільної програми.

## Основні види
1. Вивчення матеріалу за підручником.
2. Виконання різних письмових і практичних робіт (вправ).
3. Написання творів[1].
4. Творчі роботи.
5. Підготовка різних схем, діаграм.
6. Підготовка гербаріїв з біології.
7. Проведення спостережень за явищами природи, а також підготовка до різних дослідів з хімії, фізики тощо.

## Дидактичні прийоми
До дидактичних прийомів, що підвищують ефективність домашньої роботи й сприяють поглибленню та зміцненню знань учнів, відносяться наступні:
- в процесі навчальної роботи над новим матеріалом звертати увагу учнів на ті питання, які служитимуть передумовою для успішного виконання домашнього завдання;
- не зводити домашнє завдання винятково до репродуктивної (відтворюючої) діяльності, а включати в нього питання і положення, що вимагають роздумів і творчих зусиль;
- за можливості диференціювати домашнє завдання, давати додаткові завдання або підвищеної складності для тих, хто виявляє здібності та прагнення до поглибленого вивчення предмета;[2]
- давати рекомендації з раціонального підходу до виконання домашньої роботи;
- привчати учнів до активного відтворення матеріалу, що вивчається, і самоконтролю за якістю його засвоєння.